# Selenia jonesii
Selenia jonesii là một loài thực vật có hoa trong họ Cải. Loài này được Cory miêu tả khoa học đầu tiên năm 1931.